# Nieder-Gemünden
Nieder-Gemünden ist ein Ortsteil der Gemeinde Gemünden (Felda) im mittelhessischen Vogelsbergkreis.

## Geographie
Das Dorf liegt in Oberhessen. Der Ort hat einen gemeinsamen Bahnhof mit Burg-Gemünden an der Bahnstrecke Gießen–Fulda. In Nieder-Gemünden treffen sich die Landesstraßen 3073 und 3146. Westlich führt die Bundesautobahn 5 vorbei. Die Flüsse Ohm und Felda treffen in Nieder-Gemünden zusammen.

## Geschichte

### Ortsgeschichte
Erstmals urkundlich erwähnt wird das Dorf etwa zwischen 750 und 779 im Codex Eberhardi. Damals hieß der Ort noch Zegemunden (das Dorf an der Mündung).
Im Mittelalter gehörte der Ort zur Grafschaft Ziegenhain. 1450 starb Johann II., der letzte Graf von Ziegenhain und Nidda, kinderlos. Gemäß einer Vereinbarung mit den Landgrafen von Hessen fiel in diesem Fall das Erbe an die Landgrafschaft Hessen. Aber erst 1495 konnte ein Erbstreit mit den Grafen von Hohenlohe beigelegt werden, indem die Landgrafen die Hohenloher mit 9000 Gulden für die beiden Grafschaften abfanden.
Die Statistisch-topographisch-historische Beschreibung des Großherzogthums Hessen berichtet 1830 über Nieder-Gemünden:

„Niedergemünden (L. Bez. Kirtorf) evangel. Pfarrdorf; liegt an der Felda, 2 St. von Kirtorf, hat 95 Häuser und 475 Einwohner, die außer 22 Juden evangelisch sind. Sodann findet man 4 Mahl- und Oelmühlen. Die Einwohner treiben zum Theil einen starken Handel mit Schaafen, die sie aus dem Hanövrischen holen, und solche in der Umgegend wieder absetzen. – Das Dorf gehörte in frühern Zeiten zum Kirchengebiete von Oberofleiden.“

Der Vierseithof um das Haus aus Niedergemünden wurde in Nieder-Gemünden ab- und im Hessenpark wieder aufgebaut.
Hessische Gebietsreform (1970–1977)
Zum 31. Dezember 1971 fusionierten im Zuge der Gebietsreform in Hessen die bis dahin selbständigen Gemeinden Burg-Gemünden, Ehringshausen, Elpenrod, Hainbach, Nieder-Gemünden, Otterbach und Rülfenrod freiwillig zur neuen Gemeinde Gemünden. Für alle eingegliederten ehemaligen Gemeinden wurde je ein Ortsbezirk gebildet.

### Verwaltungsgeschichte im Überblick
Die folgende Liste zeigt die Staaten und Verwaltungseinheiten, denen Nieder-Gemünden angehört(e):
- vor 1450: Heiliges Römisches Reich, Grafschaft Ziegenhain
- ab 1450: Heiliges Römisches Reich, Landgrafschaft Hessen, Amt Burggemünden
- ab 1567: Heiliges Römisches Reich, Landgrafschaft Hessen-Marburg, Amt Burggemünden[9]
- 1604–1648: Heiliges Römisches Reich, strittig zwischen Landgrafschaft Hessen-Darmstadt und Landgrafschaft Hessen-Kassel (Hessenkrieg)
- ab 1604: Heiliges Römisches Reich, Landgrafschaft Hessen-Darmstadt, Oberfürstentum Hessen, Amt Burggemünden[10]
- ab 1806: Großherzogtum Hessen,[Anm. 2] Fürstentum Oberhessen, Amt Burggemünden[11][12]
- ab 1815: Großherzogtum Hessen, Provinz Oberhessen, Amt Homberg an der Ohm[13]
- ab 1821: Großherzogtum Hessen, Provinz Oberhessen, Landratsbezirk Kirtorf[14][Anm. 3]
- ab 1832: Großherzogtum Hessen, Provinz Oberhessen, Kreis Alsfeld
- ab 1848: Großherzogtum Hessen, Regierungsbezirk Alsfeld
- ab 1852: Großherzogtum Hessen, Provinz Oberhessen, Kreis Alsfeld
- ab 1867: Norddeutscher Bund,[Anm. 4] Großherzogtum Hessen, Provinz Oberhessen, Kreis Alsfeld
- ab 1871: Deutsches Reich, Großherzogtum Hessen, Provinz Oberhessen, Kreis Alsfeld
- ab 1918: Deutsches Reich (Weimarer Republik), Volksstaat Hessen, Provinz Oberhessen, Kreis Alsfeld
- ab 1938: Deutsches Reich, Volksstaat Hessen, Landkreis Alsfeld[15][Anm. 5]
- ab 1945: Amerikanische Besatzungszone, Groß-Hessen, Regierungsbezirk Darmstadt, Landkreis Alsfeld
- ab 1946: Amerikanische Besatzungszone,[Anm. 6] Hessen, Regierungsbezirk Darmstadt, Landkreis Alsfeld
- ab 1949: Bundesrepublik Deutschland, Hessen, Regierungsbezirk Darmstadt, Landkreis Alsfeld
- ab 1972: Bundesrepublik Deutschland, Hessen, Regierungsbezirk Darmstadt, Vogelsbergkreis, Gemeinde Gemünden[Anm. 7]
- ab 1981: Bundesrepublik Deutschland, Hessen, Regierungsbezirk Gießen, Vogelsbergkreis, Gemeinde Gemünden (Felda)

### Gerichte seit 1803
In der Landgrafschaft Hessen-Darmstadt wurde mit Ausführungsverordnung vom 9. Dezember 1803 das Gerichtswesen neu organisiert. Für das Fürstentum Oberhessen (ab 1815 Provinz Oberhessen) wurde das „Hofgericht Gießen“ eingerichtet. Es war für normale bürgerliche Streitsachen Gericht der zweiten Instanz, für standesherrliche Familienrechtssachen und Kriminalfälle die erste Instanz. Übergeordnet war das Oberappellationsgericht Darmstadt. Die Rechtsprechung der ersten Instanz wurde durch die Ämter bzw. Standesherren vorgenommen und somit war für Nieder-Gemünden das „Amt Homberg an der Ohm“  zuständig. Nach der Gründung des Großherzogtums Hessen 1806 wurden die Aufgaben der ersten Instanz 1821 im Rahmen der Trennung von Rechtsprechung und Verwaltung auf die neu geschaffenen Landgerichte übertragen. „Landgericht Homberg an der Ohm“ war daher von 1821 bis 1879 die Bezeichnung für das erstinstanzliche Gericht in Homberg an der Ohm, das für Nieder-Gemünden zuständig war.
Anlässlich der Einführung des Gerichtsverfassungsgesetzes mit Wirkung vom 1. Oktober 1879, infolge derer die bisherigen großherzoglichen Landgerichte durch Amtsgerichte an gleicher Stelle ersetzt wurden, während die neu geschaffenen Landgerichte nun als Obergerichte fungierten, kam es zur Umbenennung in „Amtsgericht Homberg an der Ohm“ und Zuteilung zum Bezirk des Landgerichts Gießen. Am 15. Juni 1943 wurde das Gericht zur Zweigstelle des Amtsgerichtes Alsfeld, aber bereits wieder mit Wirkung vom 1. Juni 1948 in ein Vollgericht umgewandelt. Am 1. Juli 1968 erfolgte die Auflösung des Amtsgerichts Homberg und Nieder-Gemünden wurde dem Bereich des Amtsgerichts Alsfeld zugeteilt.

## Bevölkerung

### Einwohnerstruktur 2011
Nach den Erhebungen des Zensus 2011 lebten am Stichtag dem 9. Mai 2011 in Nieder-Gemünden 726 Einwohner. Darunter waren 9 (1,2 %) Ausländer. Nach dem Lebensalter waren 111 Einwohner unter 18 Jahren, 294 zwischen 18 und 49, 156 zwischen 50 und 64 und 165 Einwohner waren älter. Die Einwohner lebten in 297 Haushalten. Davon waren 72 Singlehaushalte, 87 Paare ohne Kinder und 93 Paare mit Kindern, sowie 39 Alleinerziehende und 6 Wohngemeinschaften. In 69 Haushalten lebten ausschließlich Senioren und in 180 Haushaltungen lebten keine Senioren.

### Einwohnerentwicklung
| • 1806: | 397 Einwohner, 83 Häuser           |
| • 1829: | 475 Einwohner, 95 Häuser           |
| • 1867: | 509 Einwohner, 82 bewohnte Gebäude |
| • 1875: | 535 Einwohner, 86 bewohnte Gebäude |

| Nieder-Gemünden: Einwohnerzahlen von 1791 bis 2015 | Nieder-Gemünden: Einwohnerzahlen von 1791 bis 2015 | Nieder-Gemünden: Einwohnerzahlen von 1791 bis 2015 | Nieder-Gemünden: Einwohnerzahlen von 1791 bis 2015 | Nieder-Gemünden: Einwohnerzahlen von 1791 bis 2015 |
| --- | -------------------------------------------------- | -------------------------------------------------- | -------------------------------------------------- | -------------------------------------------------- |
| Jahr |                                                    |                                                    |                                                    | Einwohner                                          |
| 1791 | 1791                                               |                                                    | 364                                                | 364                                                |
| 1800 | 1800                                               |                                                    | 391                                                | 391                                                |
| 1806 | 1806                                               |                                                    | 397                                                | 397                                                |
| 1829 | 1829                                               |                                                    | 475                                                | 475                                                |
| 1834 | 1834                                               |                                                    | 487                                                | 487                                                |
| 1840 | 1840                                               |                                                    | 536                                                | 536                                                |
| 1846 | 1846                                               |                                                    | 563                                                | 563                                                |
| 1852 | 1852                                               |                                                    | 545                                                | 545                                                |
| 1858 | 1858                                               |                                                    | 490                                                | 490                                                |
| 1864 | 1864                                               |                                                    | 492                                                | 492                                                |
| 1871 | 1871                                               |                                                    | 533                                                | 533                                                |
| 1875 | 1875                                               |                                                    | 535                                                | 535                                                |
| 1885 | 1885                                               |                                                    | 497                                                | 497                                                |
| 1895 | 1895                                               |                                                    | 492                                                | 492                                                |
| 1905 | 1905                                               |                                                    | 524                                                | 524                                                |
| 1910 | 1910                                               |                                                    | 551                                                | 551                                                |
| 1925 | 1925                                               |                                                    | 513                                                | 513                                                |
| 1939 | 1939                                               |                                                    | 551                                                | 551                                                |
| 1946 | 1946                                               |                                                    | 917                                                | 917                                                |
| 1950 | 1950                                               |                                                    | 927                                                | 927                                                |
| 1956 | 1956                                               |                                                    | 826                                                | 826                                                |
| 1961 | 1961                                               |                                                    | 840                                                | 840                                                |
| 1967 | 1967                                               |                                                    | 803                                                | 803                                                |
| 1970 | 1970                                               |                                                    | 803                                                | 803                                                |
| 1980 | 1980                                               |                                                    | ?                                                  | ?                                                  |
| 1990 | 1990                                               |                                                    | ?                                                  | ?                                                  |
| 2000 | 2000                                               |                                                    | ?                                                  | ?                                                  |
| 2011 | 2011                                               |                                                    | 726                                                | 726                                                |
| 2015 | 2015                                               |                                                    | 638                                                | 638                                                |
| Datenquelle: Historisches Gemeindeverzeichnis für Hessen: Die Bevölkerung der Gemeinden 1834 bis 1967. Wiesbaden: Hessisches Statistisches Landesamt, 1968. Weitere Quellen: LAGIS; 1791; 1800; Zensus 2011; Gemeinde Gemünden (Felda): Webarchiv (2015,2020) |                                                    |                                                    |                                                    |                                                    |

### Historische Religionszugehörigkeit
| • 1829: | 453 evangelische (= 95,37 %), 22 jüdische (= 4,63 %) Einwohner              |
| • 1961: | 666 evangelische (= 79,29 %), 170 römisch-katholische (= 20,24 %) Einwohner |

## Politik

### Ortsbeirat
Für Nieder-Gemünden besteht ein Ortsbezirk (Gebiete der ehemaligen Gemeinde Nieder-Gemünden) mit Ortsbeirat und Ortsvorsteher nach der Hessischen Gemeindeordnung.
Der Ortsbeirat besteht aus fünf Mitgliedern. Bei den Kommunalwahlen in Hessen 2021 betrug die Wahlbeteiligung zum Ortsbeirat 61,38 %. Alle Mitglieder gehören der „Ortsgemeinschaft Nieder-Gemünden“ an. Der Ortsbeirat wählte Jolande Becker zur Ortsvorsteherin.

### Wappen und Flagge
Wappen

Blasonierung„Ein rotbewehrter (Hörner und Krallen) und rotbezungter nach rechts gewendeter schwarzer Ziegenadler über einem blauen Wellenband auf goldenem Grund.“
Das Wappen wurde der Gemeinde Nieder-Gemünden, im damaligen Landkreis Alsfeld am 26. April 1958 durch den Hessischen Innenminister genehmigt. Gestaltet wurde es durch den Bad Nauheimer Heraldiker Heinz Ritt.
Der Ziegenkopfadler ist das Zeichen der Grafen von Ziegenhain, die zeitweise über das Dorf regierten. Der Wellenbalken symbolisiert den Zusammenfluss von Felda und Ohm nahe dem Ort.
 Flagge 
Die Flagge wurde der Gemeinde am 6. Oktober 1959 genehmigt und wird wie folgt beschrieben: 
„Auf der breiten weißen Mittelbahn des rot-weiß-roten Flaggentuches das Gemeindewappen.“

## Infrastruktur
In Nieder-Gemünden ist Sitz der Gemeindeverwaltung und die Grundschule. Die evangelische Kirche wurde 1756 eingeweiht.